# Poliacetylen
Poliacetylen, polietyn, PA, PAC – polimer przewodzący prąd elektryczny.
Poliacetylen powstaje podczas polimeryzacji acetylenu (CH≡CH), podczas której wiązania potrójne przekształcają się w wiązania podwójne wytwarzając jednocześnie wiązania pomiędzy kolejnymi cząsteczkami:
n CH≡CH → −[CH=CH]
n−
W praktyce proces ten jest trudno kontrolować i poliacetylen otrzymuje się raczej w procesie polimeryzacji z metatetycznym otwarciem pierścienia, np. cyklooktatetraenu lub jego podstawionych pochodnych.
Poliacetylen zbudowany jest z długich łańcuchów, w których wiązania pomiędzy atomami węgla są formalnie na przemian podwójne i pojedyncze (tzw. wiązania sprzężone). W rzeczywistości wiązania sprzężone są uśrednione, a elektrony tworzące wiązania π ulegają delokalizacji wzdłuż całej cząsteczki polimeru, co umożliwia im łatwe przemieszczanie się i przewodzenie prądu elektrycznego.
Błony poliacetylenu o grubości od 1 μ do 5 mm można otrzymać zwilżając ściany naczynia roztworem katalizatora Zieglera-Natty (trietyloglinem lub tetrabutylotytanem) i wprowadzając do niego acetylen. Otrzymany produkt po wypolerowaniu ma barwę srebrzystą. Każda para merów w poliacetylenie może mieć konfigurację cis lub trans. W temperaturze −78 °C powstaje wyłącznie produkt cis, w ok. 150 °C wyłącznie trans, a w temperaturach pośrednich ich mieszanina, przy czym izomer trans jest produktem stabilnym termodynamicznie. Ogrzewając w temperaturze 200 °C formę cis lub mieszaninę izomerów, ulega ona przemianie do formy trans.
Przewodnictwo elektryczne właściwe polimeru cis wynosi 10−9 S/cm, a dla izomeru trans 10−5 S/m. Wzrasta ono silnie w obecności zanieczyszczeń i ocenia się, że przewodnictwo czystego polimeru jest mniejsze o 4 rzędy wielkości. Kopolimery poliacetylenu zawierające niewielkie ilości domieszek typu donorów lub akceptorów elektronów wykazują znacznie wyższe przewodnictwo, do 103 S/m.